# Mount Veve
Mount Veve je nejvyšší hora v západní provincii na Šalomounových ostrovech a jedna ze dvou ultraprominentních hor, spolu s Mount Popomanaseu. Nachází se severně od hlavního města provincie Gizo na ostrově Kolombangara.